# کرونشتات ۲۴۴۷
سیارک ۲۴۴۷ (به انگلیسی: 2447 Kronstadt، نامگذاری:1973QY1) دو هزار و چهارصد و چهل و هفتمین سیارک کشف شده‌است که در ۳۱ اوت ۱۹۷۳ کشف شد.
قدر مطلق سیارک برابر ۱۳٫۰۰ است.